# 諏訪公園 (四日市市)

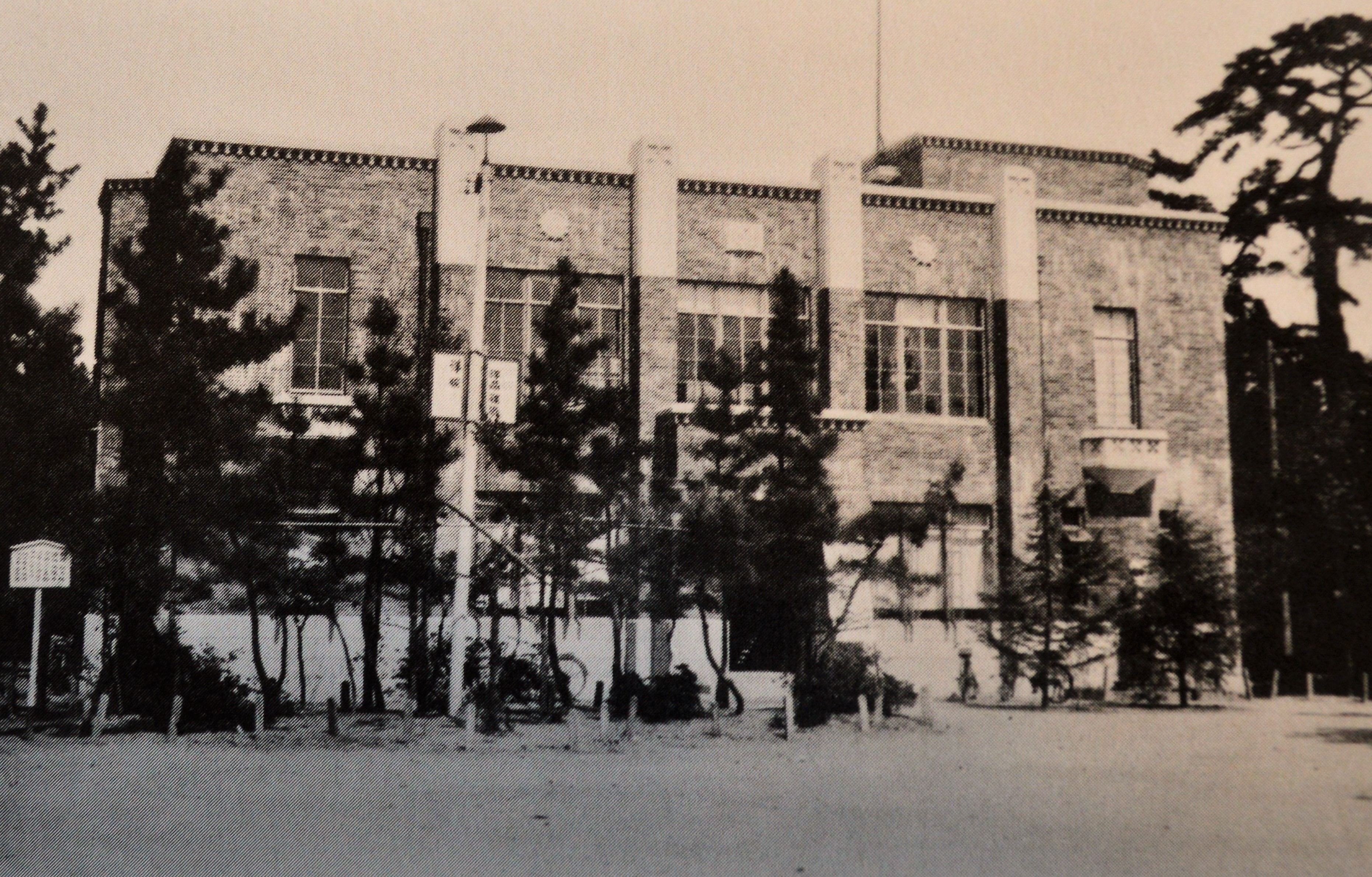
昭和初期の四日市市立図書館（現・すわ公園交流館）

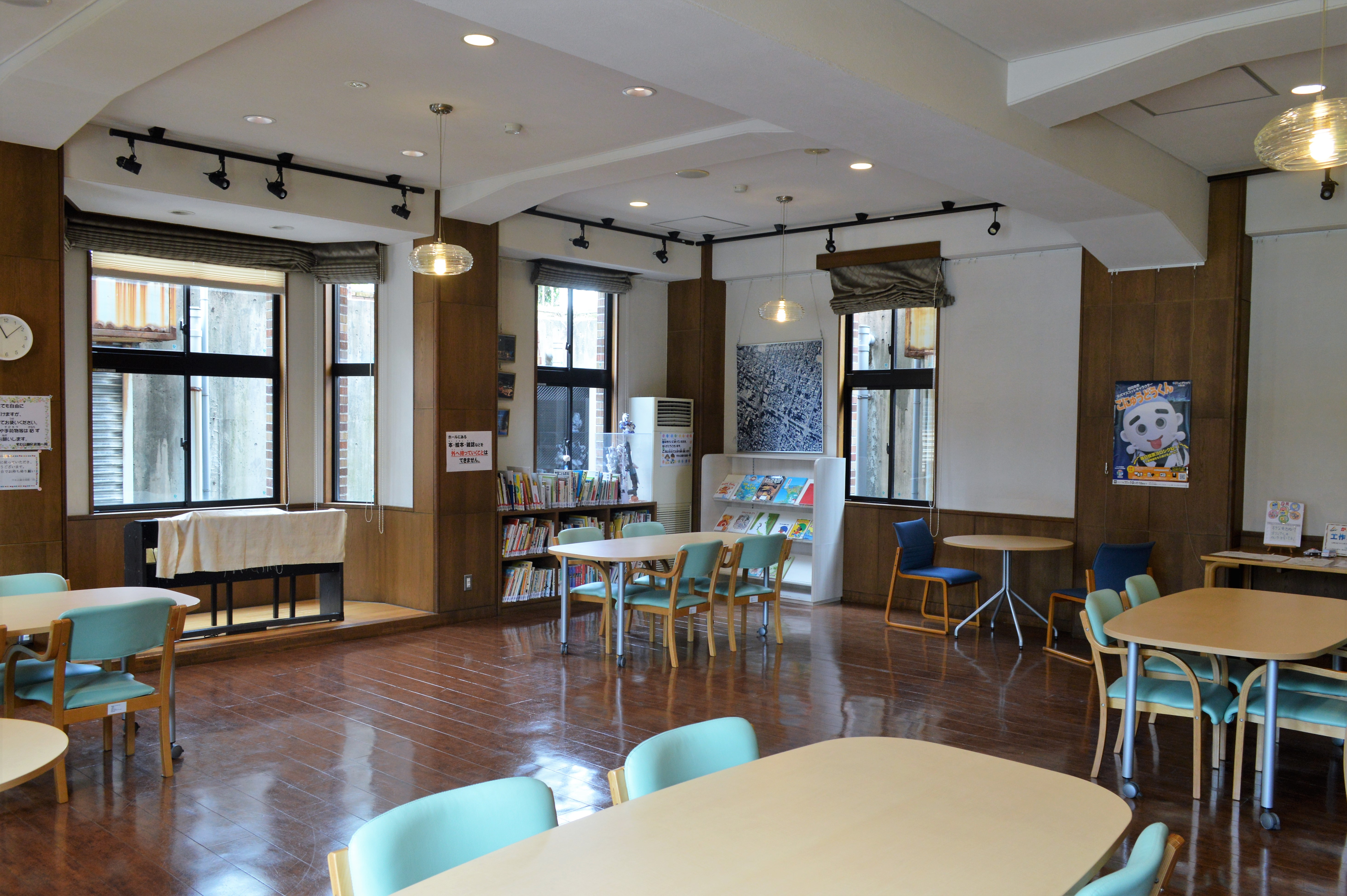
すわ公園交流館の内部

諏訪公園（すわこうえん）は、三重県四日市市諏訪栄町にある公園。

## 歴史
1906年（明治39年）春に、日露戦争の戦勝記念に諏訪神社の所属公園「保光苑」として開園。保光苑は面積1,206坪の公園であったが、1908年4月1日に四日市市の所有となり、1914年（大正3年）11月に142坪拡張、さらに翌1915年（大正4年）に大正天皇の即位を記念した事業として再拡張し、1916年（大正5年）1月に「諏訪公園」に名を改めた。拡張費用は10,978円で、同年6月に園内に四日市市立図書館が開館、7月には演舞場・小動物苑が設置され、南町にあった旧本陣も園内に移設され「行幸記念館」として開館・保存した。
1928年（昭和3年）、実業家の熊澤一衛が昭和天皇御大典記念事業として、鉄筋コンクリート赤レンガ造り2階建て一部塔屋付きの図書館建物を寄付し、四日市市立図書館が開館した。1934年（昭和9年）には実業家の村山清八が、市民壇・国旗掲揚塔・誓の御柱を建築寄付。
諏訪公園は園内施設とともに市民の憩いの場となっていたが、1945年（昭和20年）6月18日夜の四日市空襲によって、鉄筋コンクリート赤レンガ造りの図書館を残して皆失われた。焼失を免れた図書館の建物は、戦災以降、市立四日市病院に転用されることとなり、1948年（昭和23年）3月に図書館に返還された。1973年（昭和48年）に四日市市立図書館が久保田に移転すると、この建物は1976年（昭和51年）から「児童館（こどもの家）」となった。
1995年（平成7年）に、中世ヨーロッパ調の噴水付中庭をイメージした公園として再整備された。この際、中心市街地の浸水対策として、地下に貯留能力20,400立方メートルの雨水調整池が設けられた。2003年（平成15年）1月31日には旧四日市図書館が国の登録有形文化財に登録され、同年8月22日にはすわ公園交流館が開館した。

## 市民壇
1934年（昭和9年）3月に国旗掲揚塔・誓の御柱と共に村山清八が建設寄付した舞台である。この市民壇は、太平洋戦争中には戦意高揚の場として使われることも多く、戦後もメーデー等の集会や祭り・演芸の舞台・野外映画の上映などに使われていたが、1990年（平成2年）に南部丘陵公園のマンドリンの森へと移設された。舞台裏面のモザイク画「四日市祭三相」は移設時に付け加えられたものである。